# Musée de minéralogie et de pétrographie d'Ambazac
Pour les articles homonymes, voir Musée de minéralogie.
Le Musée de minéralogie et de pétrographie d'Ambazac est un musée de minéralogie français installé à Ambazac, dans le département de la Haute-Vienne. Il est ouvert depuis 1999.
Sa fondation doit à l'implication du géologue Cyrille Dumoulin, ancien responsable du centre de formation des prospecteurs d'uranium de Razès.
Ses collections comprennent plusieurs milliers d'échantillons, dont un ensemble de minéraux, des fossiles et du matériel de prospection d'uranium, lié à l'importante activité minière des monts d'Ambazac, site majeur de l'exploitation de l'uranium en France. La COGEMA est à l'origine d'une partie des collections.
D'après le Muséum national d'histoire naturelle, dans le cadre de l'Inventaire national du patrimoine naturel, les collections du musée d'Ambazac en font l'un des 10 meilleurs musée de minéralogie de France. Il est cité parmi les musées de minéralogie dignes de visite par le musée de Minéralogie géré par l'École nationale supérieure des mines de Paris.